# カイオワ郡 (カンザス州)
カイオワ郡（英: Kiowa County）は、アメリカ合衆国カンザス州の南部に位置する郡である。2010年国勢調査での人口は2,553人であり、2000年の3,278人から22.1%減少した。郡庁所在地はグリーンズバーグ市（人口777人）であり、同郡で人口最大の都市でもある。
カイオワ郡の郡名はカイオワ族インディアンから採られた。隣接するバーバー郡には、カイオワという都市がある。

## 歴史
グリーンズバーグ市は、2007年5月4日の改良藤田スケールEF5の竜巻で壊滅的な被害を受けた。

## 法と政府
カイオワ郡はアルコールを禁じる、すなわち「ドライ」の郡である。1986年にカンザス州憲法が修正され、住民は投票で個人が嗜むアルコール飲料の販売を承認できることになったが、ドライを維持している。

## 地理
アメリカ合衆国国勢調査局に拠れば、郡域全面積は722.62平方マイル (1,871.6 km2)であり、このうち陸地は722.39平方マイル (1,871.0 km2)、水域は0.23平方マイル (0.60 km2)で水域率は0.03%である。
郡内には1万年以上前のブレナム隕石落下による鉄分の豊富な隕石のかけらが無数にある。

### 隣接する郡
- エドワーズ郡 - 北
- プラット郡 - 東
- バーバー郡 - 南東
- コマンチ郡 - 南
- クラーク郡 - 南西
- フォード郡 - 西

## 人口動態

人口ピラミッド

以下は2000年の国勢調査による人口統計データである。
| 基礎データ - 人口: 3,278人 - 世帯数: 1,365 世帯 - 家族数: 924 家族 - 人口密度: 2人/km2（4人/mi2） - 住居数: 1,643軒 - 住居密度: 1軒/km2（2軒/mi2） 人種別人口構成 - 白人: 897.19% - アフリカン・アメリカン: 0.21% - ネイティブ・アメリカン: 0.61% - アジア人: 0.27% - その他の人種: 0.98% - 混血: 0.73% - ヒスパニック・ラテン系: 2.04% 年齢別人口構成 - 18歳未満: 24.0% - 18-24歳: 8.2% - 25-44歳: 21.8% - 45-64歳: 24.6% - 65歳以上: 21.3% - 年齢の中央値: 42歳 - 性比（女性100人あたり男性の人口） - 総人口: 96.3 - 18歳以上: 95.1 | 世帯と家族（対世帯数） - 18歳未満の子供がいる: 27.7% - 結婚・同居している夫婦: 59.6% - 未婚・離婚・死別女性が世帯主: 5.3% - 非家族世帯: 32.3% - 単身世帯: 30.5% - 65歳以上の老人1人暮らし: 15.5% - 平均構成人数 - 世帯: 2.32人 - 家族: 2.89人 収入と家計 - 収入の中央値 - 世帯: 31,576米ドル - 家族: 40,9503米ドル - 性別 - 男性: 29,063米ドル - 女性: 20,764米ドル - 人口1人あたり収入: 17,207米ドル - 貧困線以下 - 対人口: 10.8% - 対家族数: 7.4% - 18歳未満: 13.5% - 65歳以上: 8.7% |

## 都市と町

### 法人化された都市
都市名の後の数字は2010年国勢調査での人口を示す。
- グリーンズバーグ, 777 - 郡庁所在地
- ハビランド, 701
- マリンビル, 255

### その他の町
- ベルビデア
- ウェルズフォード

## 郡区
カイオワ郡は郡区が1つだけある。どの都市も「政治的に独立」と見なされず、下記郡区の数字に含まれている。下表で「人口中心」は最大都市であり、特に大きな数字でなければ、郡区の人口に含まれるものである。

## 教育

### 統一教育学区
- グリーンズバーグ USD 422
- マリンビル USD 424
- ハビランド USD 474

### カレッジ
- バークレイ・カレッジ、ハビランド市